# Vresse-sur-Semois
Vresse-sur-Semois (en valón: Vresse) es un municipio belga de la provincia de Namur.
A 1 de enero de 2018, la población total era de 2.615 habitantes. La superficie total es de 101,37 km² con densidad de 25,88 hab/km².

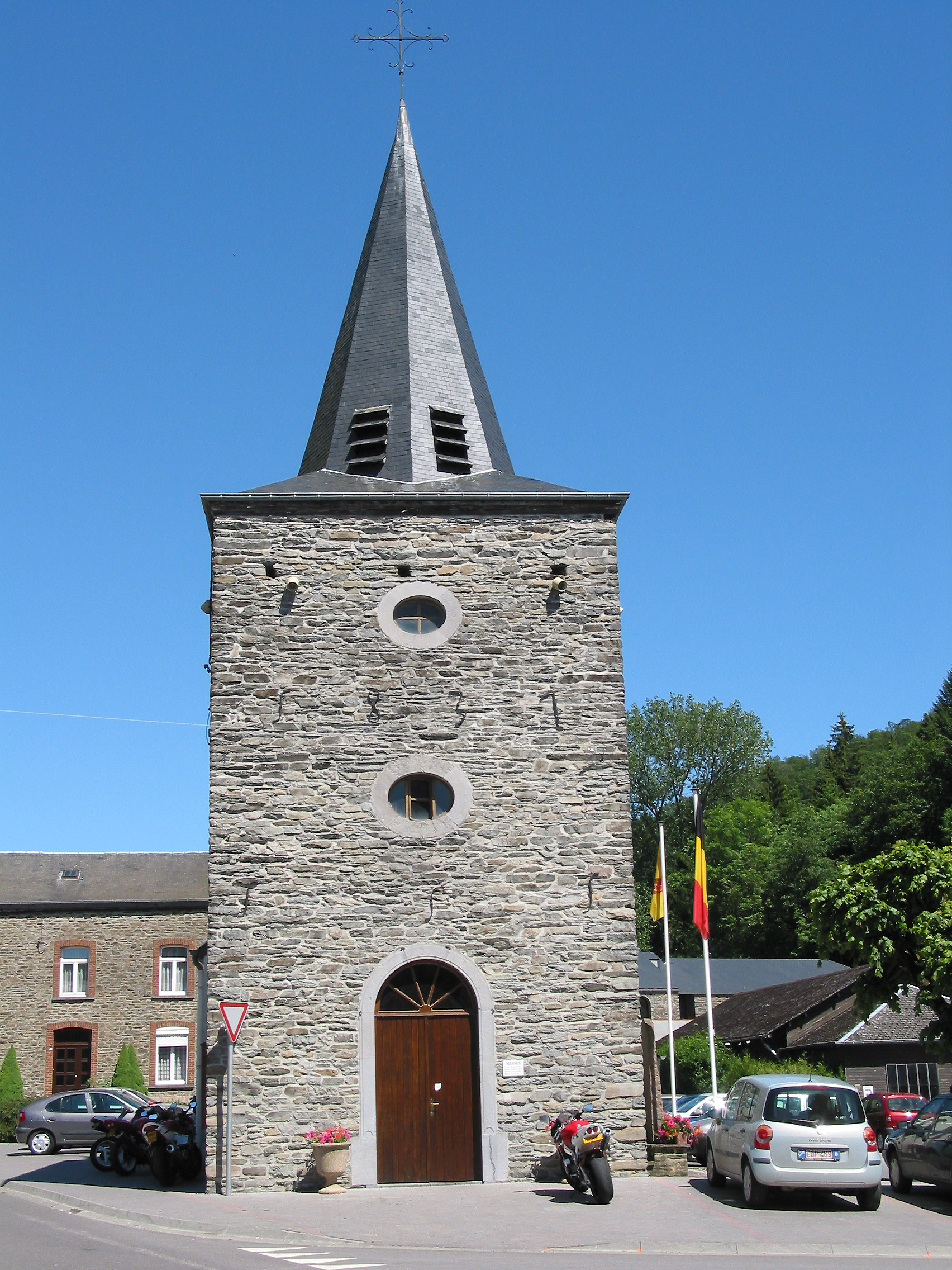
La Iglesia.

## Geografía
Se encuentra ubicada al sureste del país, en la región natural de las Ardenas y esta bañada por el río Semois, un afluente del río Mosa.
- Latitud: 49º 52' N
- Longitud: 004º 56' E

### Secciones del municipio
El municipio comprende los antiguos municipios, que se fusionaron en 1977:
| - Vresse - Alle - Bagimont - Bohán - Chairière - Laforêt - Membre - Mouzaive - Nafraiture - Orchimont - Pussemange - Sugny |

## Demografía

### Evolución
Todos los datos históricos relativos al actual municipio, el siguiente gráfico refleja su evolución demográfica, incluyendo municipios después de efectuada la fusión el 1 de enero de 1977.
| Gráfica de evolución demográfica de Vresse-sur-Semois entre 1846 y 2020 |
|                                                                         |